# Jimmy Marton
Jimmy Marton (* 26. August 1995 in Bruchsal) ist ein deutscher Fußballspieler, welcher als Mittelstürmer eingesetzt wird. 

## Karriere
Zur Saison 2014/15 wird Jimmy Marton vom Karlsruher SC zur SpVgg Unterhaching ausgeliehen. Nach mehreren Einsätzen für die zweite Mannschaft in der Oberliga Bayern, debütierte er Trainer Christian Ziege in der ersten Mannschaft in der 3. Liga am 25. Oktober 2014 bei der 0:1-Niederlage gegen die zweite Mannschaft vom VfB Stuttgart. 
Nach einem halben Jahr und zwei Auftritten für Unterhachings erste Mannschaft wurde die Leihe beendet und Jimmy Marton wechselte in die zweite Mannschaft der TSV 1860 München. Nach 32 Einsätzen in zwei Jahren in der Regionalliga Bayern wechselte Marton im Sommer 2017 zum FC Nöttingen in die Oberliga Baden-Württemberg. Die Rückrunde der Saison 2017/18 spielte er auf Leihbasis beim Ligakonkurrenten SV Spielberg, ehe er zur Saison 2018/19 wieder für Nöttingen antrat. Von 2019 bis 2021 spielte er in der Regionalliga Südwest für den FC-Astoria Walldorf, seit Sommer 2021 spielt er erneut für Nöttingen in der Oberliga.